# لیکودیا اوبا
لیکودیا اوبا (به ایتالیایی: Licodia Eubea) یک کومونه در ایتالیا است که در استان کاتانیا واقع شده‌است.

## خصوصیات
لیکودیا اوبا ۱۱۱ کیلومترمربع مساحت و ۳٬۱۶۲ نفر جمعیت دارد و ۶۸۸ متر بالاتر از سطح دریا واقع شده‌است.